# Grb Ruske SFSR
Grb Ruske SFSR je usvojen 10. srpnja 1918. godine, od strane vlade Ruske SFSR, i nekoliko puta je mijenjan. Grb se temelji na grbu SSSR-a. Prikazuje simbole poljoprivrede (pšenica) i izlazeće sunce, simbol budućnosti ruske nacije. Na grbu se nalaze i crvena zvijezda i srp i čekić, simboli komunizma. U sklopu grba se nalazi i moto SSSR-a "Proleteri svih zemalja, ujedinite se!" napisan na ruskom jeziku. U gornjem dijelu grba se nalazi natpis "PCФCP" (ruska skraćenica za "Ruska Sovjetska Federativna Socijalistička Republika").
Sličan grb su koristile i Autonomne Sovjetske Socijalističke Republike.
Grb je bio na snazi do 1993., kada je zamijenjen današnjim grbom Rusije.

## Također pogledajte
- Grb Rusije
- Zastava Ruske SFSR